# Руди Истенич
Руди Истенич (Келн, 10. јануар 1971) је бивши словеначки професионални фудбалер који је играо на позицији везног играча. Представљао је Словенију на Европском првенству 2000.

## Играчка каријера

### Клубови
Рођен од словеначких родитеља у Келну, Западна Немачка, играо је као младић за Германија Хакенброху и Бајер Дормагену. После периода у СВ Стралену, играо је у Бундеслиги са Фортуном из Диселдорфа. Касније је играо за КФЦ Урдинген 05, Ајнтрахт Брауншвајг и КСВ Хесен Касел.

### Репрезентација
Истенич је дебитовао за Словенију у септембру 1997. у квалификационој утакмици за Светско првенство против Грчке и за репрезентацију Словеније је одиграо укупно 17 утакмица, без датог гола. Био је учесник УЕФА Европског првенства 2000. године.Његов последњи међународни меч био је пријатељски меч у фебруару 2000. у гостима против Омана.